# Смирнова, Анна Фёдоровна (государственный деятель)
Анна Фёдоровна Смирнова (1891 — 1966) — советский хозяйственный, государственный и политический деятель.

## Биография
Родилась в 1891 году в Тверской губернии. Член ВКП(б).
С 1901 года — на хозяйственной, общественной и политической работе. В 1901—1946 гг. — нянька в семье станционного служащего во Ржеве, работница галошного цеха фабрики «Треугольник», участница рабочего и революционного движения, стрелочница, кочегар на пожарном паровозе на Северной судостроительной верфи, револьверщица, бригадир комсомольско-молодежной бригады револьверщиц судостроительного завода имени А. А. Жданова города Ленинграда.
Избиралась депутатом Верховного Совета СССР 1-го созыва. Делегат Чрезвычайного VIII Всесоюзного съезда Советов.
Умерла в 1966 году в Ленинграде.